# Parafia św. Antoniego Padewskiego w Koziegłówkach
Parafia św. Antoniego Padewskiego w Koziegłówkach – parafia rzymskokatolicka, znajdująca się w archidiecezji częstochowskiej, w dekanacie koziegłowskim.